# Готтер, Фридрих Вильгельм
Фридрих Вильгельм Готтер (нем. Friedrich Wilhelm Gotter; 1746—1797) — немецкий поэт и драматург; последний представитель «французского вкуса» в немецкой поэзии.

## Биография
Родился 3 сентября 1746 года в городе Гота (Тюрингия). Изучал право в Гёттингенском университете; затем работал в архиве, но в итоге предпочёл посвятить свою жизнь литературе.
В 1768 году начал издавать вместе с Генрихом Христианом Бойе «Musen-Almanach» (Göttinger Musenalmanach). Был в дружбе с немецким поэтом Иоганном Вольфгангом фон Гёте и с известным прототипом «Страданий юного Вертера», Карлом Вильгельмом Иерузалемом.
В подражание французам, писал большей частью александрийским стихом. Готтер оставил много трагедий, комедий, лирических драм и фарсов. Лирические его произведения (элегии, песни, послания) отличаются нежностью чувств и настроений.
Отдельными изданиями вышли его «Gedichte» (Гота, 1787—1788), «Singspiel» (1778), «Schauspiele» и переводы из Вольтера, Мариво и других.
Умер 18 марта 1797 года в родном городе.
Среди его произведений, наибольшей известностью в России пользуется колыбельная «Спи, моя радость, усни», которая прозвучала в исполнении Клары Румяновой в мультфильме «Верное средство». Автором музыки к этой колыбельной считается Моцарт, но её могли написать также Бернхард Флис и Йоханн Фляйшман. Слова взяты из пьесы Готтера «Эсфирь», и в оригинале начинаются со слов «Спи, мой царевич», а заканчивается словами: «Спи, мой царевич, усни». На русском языке колыбельная появилась только в 1924 году в переводе Софии Свириденко, и начиналась так же, как и немецкая со слов «Спи, мой царевич, усни». Но скоро её стали исполнять с первой строкой «Спи, моя радость, усни» — по-видимому, без всякого участия переводчицы.